# Ludovic Sané
Ludovic Lamine Sané (Villeneuve-sur-Lot, 1987. március 22. –) szenegáli származású francia labdarúgó.

## Pályafutása

### Werder Bremen
Sané hét évet töltött a Bordeaux felnőtt csapatában, mielőtt ismeretlen összegért a Bundesligában szereplő Werder Bremen csapatához igazolt. 2018 januárjában a klub sportigazgatója, Frank Baumann bejelentette, hogy Sané "ideiglenesen" nem lesz a csapat tagja, mivel két edzésről igazolatlanul hiányzott. Emellett lehetőséget kapott, hogy tisztázza jövőbeli sportkarrierjének irányát.

### Orlando City
2018. február 20-án szerződést kötött az MLS-ben szereplő Orlando City csapatával. Március 17-én, a New York City elleni idegenbeli mérkőzésen mutatkozott be csereként, majd május 6-án szerezte első gólját a klub színeiben a Real Salt Lake elleni, 3–1-es hazai győzelem során. Sérülésekkel teli első szezonját követően 2019-ben feljavult és Robin Janssonnal erős középső védőpárost alkotott, ezáltal a csapat jelentősen javult védekezésben. Ennek ellenére 2019. november 21-én bejelentették, hogy Sané szerződését nem hosszabbítják meg a 2020-as szezonra.

### Utrecht
2020. február 8-án az idény végéig szerződést kötött az FC Utrecht csapatával. Február 16-án, a Willem II elleni mérkőzésen debütált csereként a 89. percben. A találkozó 1–1-es döntetlennel zárult, miután a Willem II a hosszabbításban egyenlített. Sané a következő három bajnoki mérkőzésen, valamint a Holland Kupa Ajax elleni, 2–0-s győzelemmel végződő elődöntőjében nem lépett pályára. A szezon áprilisban a COVID-19 járvány miatt félbeszakadt. Szerződése lejártával, egyetlen mérkőzéssel a háta mögött, elengedték.

## Magánélete
Ludovic öccse, Salif Sané szintén profi labdarúgó és a szenegáli válogatott tagja.

## Statisztika

### Klubcsapatokban
| Klub             | Szezon           | Bajnokság        | Bajnokság | Bajnokság | Kupa  | Kupa  | Nemzetközi | Nemzetközi | Összes | Összes |
| Klub             | Szezon           | Liga             | Mérk.     | Gólok     | Mérk. | Gólok | Mérk.      | Gólok      | Mérk.  | Gólok  |
| ---------------- | ---------------- | ---------------- | --------- | --------- | ----- | ----- | ---------- | ---------- | ------ | ------ |
| Agde             | 2006–07          | CFA              | 25        | 1         | 0     | 0     | —          | —          | 25     | 1      |
| Bordeaux         | 2009–10          | Ligue 1          | 17        | 1         | 5     | 1     | 6          | 0          | 28     | 2      |
| Bordeaux         | 2010–11          | Ligue 1          | 33        | 2         | 4     | 0     | —          | —          | 37     | 2      |
| Bordeaux         | 2011–12          | Ligue 1          | 32        | 2         | 1     | 0     | —          | —          | 33     | 2      |
| Bordeaux         | 2012–13          | Ligue 1          | 33        | 1         | 1     | 0     | 9          | 1          | 42     | 2      |
| Bordeaux         | 2013–14          | Ligue 1          | 36        | 0         | 5     | 0     | 4          | 2          | 45     | 2      |
| Bordeaux         | 2014–15          | Ligue 1          | 23        | 1         | 1     | 0     | 0          | 0          | 24     | 1      |
| Bordeaux         | 2015–16          | Ligue 1          | 13        | 0         | 4     | 0     | 4          | 0          | 21     | 0      |
| Bordeaux         | Összesen         | Összesen         | 188       | 7         | 21    | 1     | 23         | 3          | 232    | 11     |
| Werder Bremen    | 2016–17          | Bundesliga       | 27        | 1         | 1     | 0     | —          | —          | 28     | 1      |
| Werder Bremen    | 2017–18          | Bundesliga       | 11        | 1         | 1     | 0     | —          | —          | 12     | 1      |
| Werder Bremen    | Összesen         | Összesen         | 38        | 2         | 2     | 0     | 0          | 0          | 40     | 2      |
| Orlando City     | 2018             | MLS              | 16        | 1         | 1     | 0     | —          | —          | 17     | 1      |
| Orlando City     | 2019             | MLS              | 26        | 0         | 4     | 0     | —          | —          | 30     | 0      |
| Orlando City     | Összesen         | Összesen         | 42        | 1         | 5     | 0     | 0          | 0          | 47     | 1      |
| Utrecht          | 2019–20          | Eredivisie       | 1         | 0         | 0     | 0     | —          | —          | 1      | 0      |
| Karrier összesen | Karrier összesen | Karrier összesen | 293       | 11        | 28    | 1     | 23         | 3          | 344    | 15     |

Jegyzetek
1. ↑  Magában foglalja a Francia kupában, Francia ligakupában és a Francia szuperkupában való pályára lépéseit.

### A válogatottban
| Szenegál | Szenegál | Szenegál |
| Év       | Mérk.    | Gólok    |
| -------- | -------- | -------- |
| 2010     | 1        | 0        |
| 2011     | 5        | 0        |
| 2012     | 9        | 0        |
| 2013     | 8        | 0        |
| 2014     | 3        | 0        |
| 2015     | 9        | 0        |
| Összesen | 35       | 0        |

## Sikerei, díjai
Bordeaux
- Francia kupagyőztes: 2012–13

## Fordítás
- Ez a szócikk részben vagy egészben  a   Lamine Sané című angol Wikipédia-szócikk ezen változatának fordításán alapul.  Az eredeti cikk szerkesztőit annak laptörténete sorolja fel. Ez a jelzés csupán a megfogalmazás eredetét és a szerzői jogokat jelzi, nem szolgál a cikkben szereplő információk forrásmegjelöléseként.

## További információ(k)

#### Közösségi platformok
- Ludovic Sané a Facebookon
- Ludovic Sané az Instagramon
- Ludovic Sané a Twitteren

#### Egyéb weboldalak
- Ludovic Sané játékos adatlapja a Transfermarkt oldalán (angolul)
- Ludovic Sané menedzser adatlapja a Transfermarkt oldalán (angolul)
- Ludovic Sané adatlapja a Soccerway oldalon (angolul)
- Ludovic Sané adatlapja a National Football Teams oldalán (angolul)
- Ludovic Sané adatlapja az Orlando City oldalán (angolul)
- Ludovic Sané adatlapja az MLS oldalán (angolul)
- Ludovic Sane pályafutásának statisztikái a Soccerbase oldalon (angolul)

- Ludovic Sané francia bajnoki statisztikái az lfp.fr-en (franciául)
- Ludovic Sané adatlapja a L’Équipe oldalán (franciául)
- Ludovic Sané adatlapja a Kicker oldalán (németül)